# Xorides semirufus
Xorides semirufus là một loài tò vò trong họ Ichneumonidae.